# Who Dat Boy
Singles de Tyler, The Creator
Biking
(2017) 911 / Mr. Lonely
(2017)
Singles par ASAP Rocky
RAF
(2017) Summer Bummer
(2017)
Who Dat Boy est une chanson du rappeur Tyler, The Creator en featuring avec ASAP Rocky sortie en juin 2017, issue de l'album Flower Boy.

## Clip vidéo
Dans une pièce sombre, Tyler est en train de bricoler, les étincelles qu'il provoque révélant un poster de Leonardo DiCaprio sur le mur. Il se tourne vers la caméra avant d'être victime d'une explosion. Hagard et désorienté, le rappeur sort précipitamment de sa maison, se cachant au passage de la police et des pompiers qui viennent à son domicile, alertés par l'accident. Tyler sonne chez son ami ASAP Rocky qui vérifie d'abord son identité depuis son judas avant de le laisser entrer. Ce dernier opère Tyler, gravement blessé au visage, et lui greffe celui de Action Bronson. Peu après l'opération, les policiers entrent dans la maison et les deux amis s'enfuient. Tyler salue Rocky avant de monter dans sa voiture, en compagnie d'un sosie de DiCaprio, la police à ses trousses.
La fin du clip montre un extrait de celui de 911 / Mr. Lonely.

## Classements hebdomadaires
| Classement (2017)                    | Meilleure position |
| ------------------------------------ | ------------------ |
| Australie (ARIA)                     | 92                 |
| Canada (Canadian Hot 100)            | 60                 |
| États-Unis (Billboard Hot 100)       | 87                 |
| États-Unis Hot R&B/Hip-Hop Songs)    | 36                 |
| Nouvelle-Zélande (Heatseekers Songs) | 2                  |
| Royaume-Uni (UK Singles Chart)       | 93                 |